# Lijeva želučana arterija
Lijeva želučana arterija (lat. arteria gastrica sinistra) je krvna žila u trbušnoj šupljini, grana trbušnog arterijskog debla (lat. truncus coeliacus), koja oksigeniranom krvlju opskrbljuje prednju i stražnju stranu želudac u području male krivine.
Lijeva želučana arterija daje u svom tijeku grane za jednjak (lat. rami esophagei).
Lijeva želučana arterija anastomozira s desnom želučanom arterijom (lat. arteria gastrica dextra).